# 广州之窗商务港
广州之窗商务港（英語：Window of Canton），又称中交集团南方总部基地，是由中交集团子公司中交第四航务工程局有限公司开发建设，集办公、商业、会展、旅游于一体的大型综合体项目，位于广东省广州市海珠区沥滘，处于广州中轴线以南，南临珠江后航道，占地面积16.7万平方米，总建筑面积约56万平方米，由三栋高度分别为208米、196米、154米的的超高层建筑物组成，于2015年、2021年、2025年先后建成投用，由南向北看呈“001”造型，由北向南看呈“100”造型，故又被称为“001大厦”。

## 历史
2009年8月，中国交通建设集团与广州市人民政府签订《中交集团南方总部基地项目合作协议》，计划投资43.5亿元在广州兴建南方总部。2010年1月21日，中国建设交通集团南方总部基地项目在广州市海珠区正式奠基。项目计划分A、B、C三区分批建设。其中，项目A区于2015年建成并投入运营，B区于2021年底投入使用，C区于2019年12月开工建设，2022年12月30日完成主体结构施工。2024年4月2日，广州之窗商务港整体亮灯。

## 分区

### A区（中交南方总部大厦）
A区为超甲级写字楼，总建筑面积15.42万平方米，高208米，分为地下三层，地上43层，旁边建有一座5层的副楼。于2015年建成并投入运营，

### B区（广州之窗融慧大厦）
B区为超高层商务办公楼，由东塔和西塔组成，建筑高度195.8米，分为地下三层，地上40层，两栋塔楼上下部通过钢结构连廊连接，总建筑面积19.2万平方米，

### C区
C区为办公楼及酒店，由东塔和西塔组成，建筑高度153.9米，总建筑面积20.3万平方米，分为地下三层，地上31层，两栋塔楼上下部通过钢结构连廊连接，洲际酒店集团旗下的广州之窗皇冠假日酒店落户C区，设计有292个房间。

## 事故
2017年7月22日18时30分许，中交集团南方总部基地B区项目发生一起塔吊倾斜倒塌事故，造成7人死亡，2人受伤。